# Metro-Goldwyn-Mayer
Metro-Goldwyn-Mayer Studios Inc. (cunoscut și ca Metro-Goldwyn-Mayer Pictures și scurtat deseori ca MGM), este o companie americană specializată în producția și distribuirea  de filme cinematografice și de programe pentru televiziune. Fondată pe 17 aprilie 1924 și având sediul în Beverly Hills, California, este deținută de Amazon MGM Studios, o subsidiară a Amazon.
MGM a fost fondat de Marcus Loew combinând Metro Pictures, Goldwyn Pictures și Louis B. Mayer Pictures într-o singură companie. A angajat un număr de faimoși actori ca jucători de contract – cu sloganul său fiind "mai multe stele decât sunt în cer" – și a devenit mai târziu cel mai prestigios studio din Hollywood, producând filme muzicale populare și câștigând multe premii Oscar. MGM a mai deținut loturi de film, loturi de studio, cinematografe de film și facilități de producție tehnică. Cea mai prosperă era a sa, din 1926 până în 1959, a fost începută și sfârșită de două producții cu Ben-Hur. După aceea, și-a dezinvestit lanțul de cinematografe Loew's și în anii 1960 a intrat în producții de televiziune.
În 1969, afaceristul Kirk Kerkorian a cumpărat 40% din MGM și a schimbat dramatic compania. El a angajat management nou, a redus numărul de filme până la în jur de cinci pe an și a diversificat produsele, creând MGM Resorts International și o companie de hotel și cazino în Las Vegas (pe care a dezinvestit-o mai târziu în anii 1980). În 1981, studioul a cumpărat United Artists. Kerkorian a vândut întreaga companie la Ted Turner în 1986, care a păstrat drepturile asupra librăriei MGM în Turner Entertainment, a vândut lotul de studio din Culver City la Lorimar și a vândut restul companiei înapoi la Kerkorian câteva luni mai târziu. După ce Kerkorian a vândut și recumpărat compania din nou în anii 1990, el a extins MGM cumpărând Orion Pictures și The Samuel Goldwyn Company, inclusiv ambele din librăriile lor de filme. La final, în 2005, Kerkorian a vândut MGM la un consorțiu care a inclus Sony Pictures Entertainment.
În 2010, MGM a înscris pentru protecție și reorganizare din faliment în capitolul 11. După reorganizare, a ieșit din faliment mai târziu în acest an sub deținerea creditorilor săi. Gary Barber și Roger Birnbaum, doi executivi de la Spyglass Entertainment, au devenit copreședinți și co-CEO ai noii companii de holding a MGM. După plecarea lui Barber în 2020, studioul a căutat să fie cumpărat de o altă companie pentru a plăti creditorii săi. În mai 2021, Amazon a început procesul de achiziționare a companiei pentru 8,45 de miliarde de $, terminându-l în martie 2022. În octombrie 2023, Amazon Studios a absorbit MGM Holdings și s-a redenumit Amazon MGM Studios. Din 2023, francize importante includ Rocky și James Bond, iar printre cele mai recente producții de televiziune includ Fargo și Povestea slujitoarei.
Ca o subsidiară a Amazon MGM Studios, MGM este un membru al Asociației Cineaștilor din America (ACA); a fost un membru fondator înainte să părăsească în achiziția din 2005.

## Istorie
În aprilie 1924, Marcus Loew, deținătorul lanțului de cinematografe Loew's Theaters, a fuzionat Metro Pictures, Goldwyn Pictures Corporation (deținut de Samuel Goldwyn) și Mayer Pictures pentru a crea Metro-Goldwyn-Mayer sub supravegherea lui Nicholas Schenck din New York. Ocupând poziția de Vice-președinte și director de producție, Louis B. Mayer a avut practic ultimul cuvânt în tot ce era legat de MGM pentru următorii 27 de ani.